# اسلحه دستی

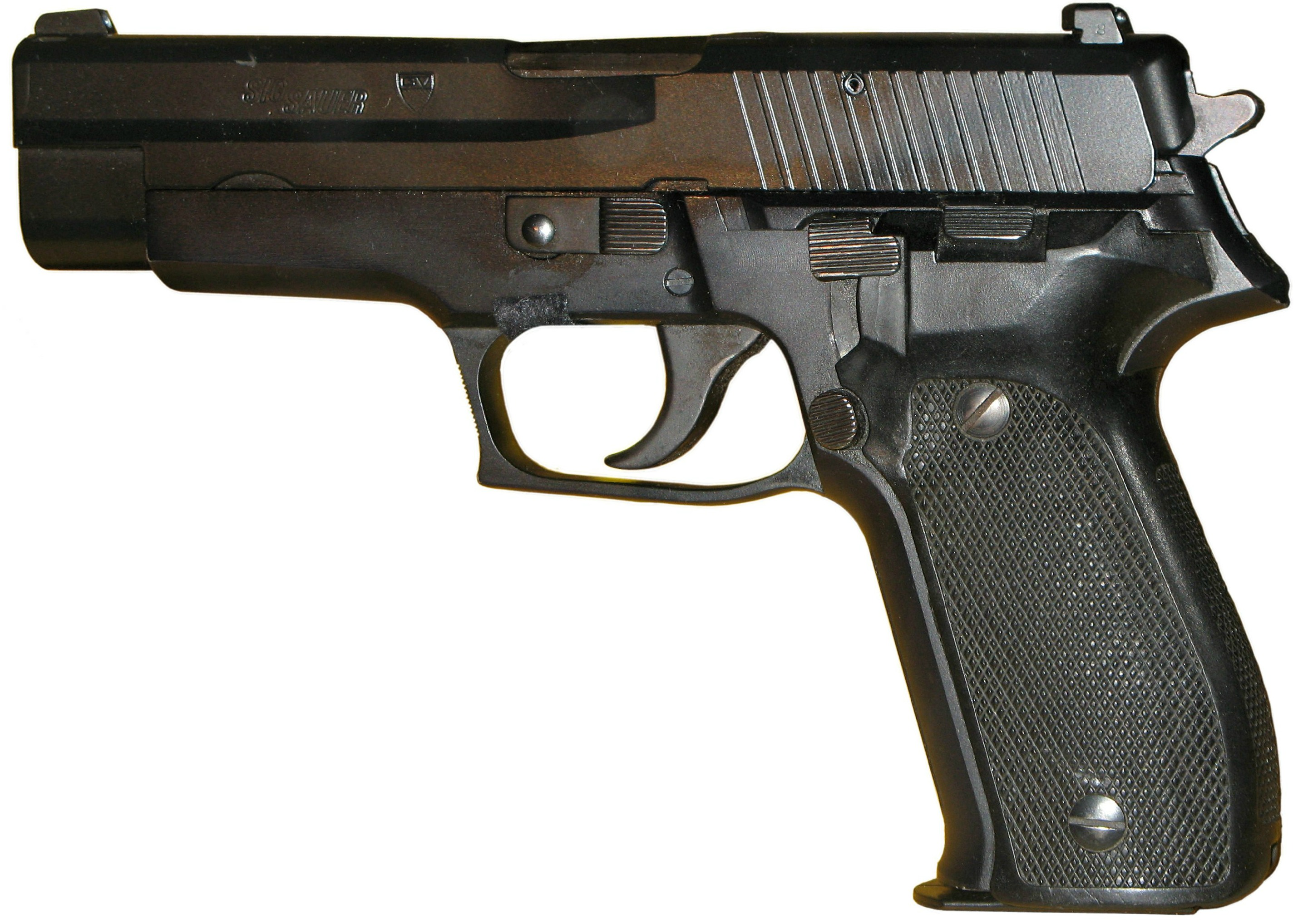
زیگ زائور پی۲۲۶، نمونه‌ای از تپانچه

تپانچه یا اسلحه دستی (به انگلیسی: Pistol) یا به اصطلاح غلط کلت، سلاح گرم نیمه‌خودکار است که کوچک، سبک و قابل حمل است. این سلاح معمولاً یک سلاح کمری به حساب می‌آید. در برخی از کشورها داشتن تپانچه برای افراد غیرنظامی به منظور دفاع شخصی مجاز است. در قدیم از این تفنگ، مافیایی‌ها یا خلاف کاران برای تیراندازی سریع و قتل با سرعت و فرار و شناسایی نشدن استفاده می‌کردند و قتل را انجام می‌دادند و بدون جا گذاشتن رد از خود فرار می‌کردند. این تفنگ کار پلیس‌ها را بسیار سخت می‌کرد. تپانچه با این که دقت تیراندازی کمی (به‌ویژه در فاصله بیشتر از حدود ۱۰ متر) دارد ولی بخاطر سبک بودن و امکان مخفی کردن مورد توجه کمتری قرار می‌گیرد.
برخی از انواع تپانچه (معمولاً با افزودن دوربین نشانه‌روی به سلاح) در شکار نیز بکار می‌رود. تیراندازی با تپانچه یکی از ورزش‌ها نیز هست و در بازی‌های المپیک مسابقاتی در چند رشته تیراندازی با تپانچه برگزار می‌شود.

## انواع اسلحه کمری

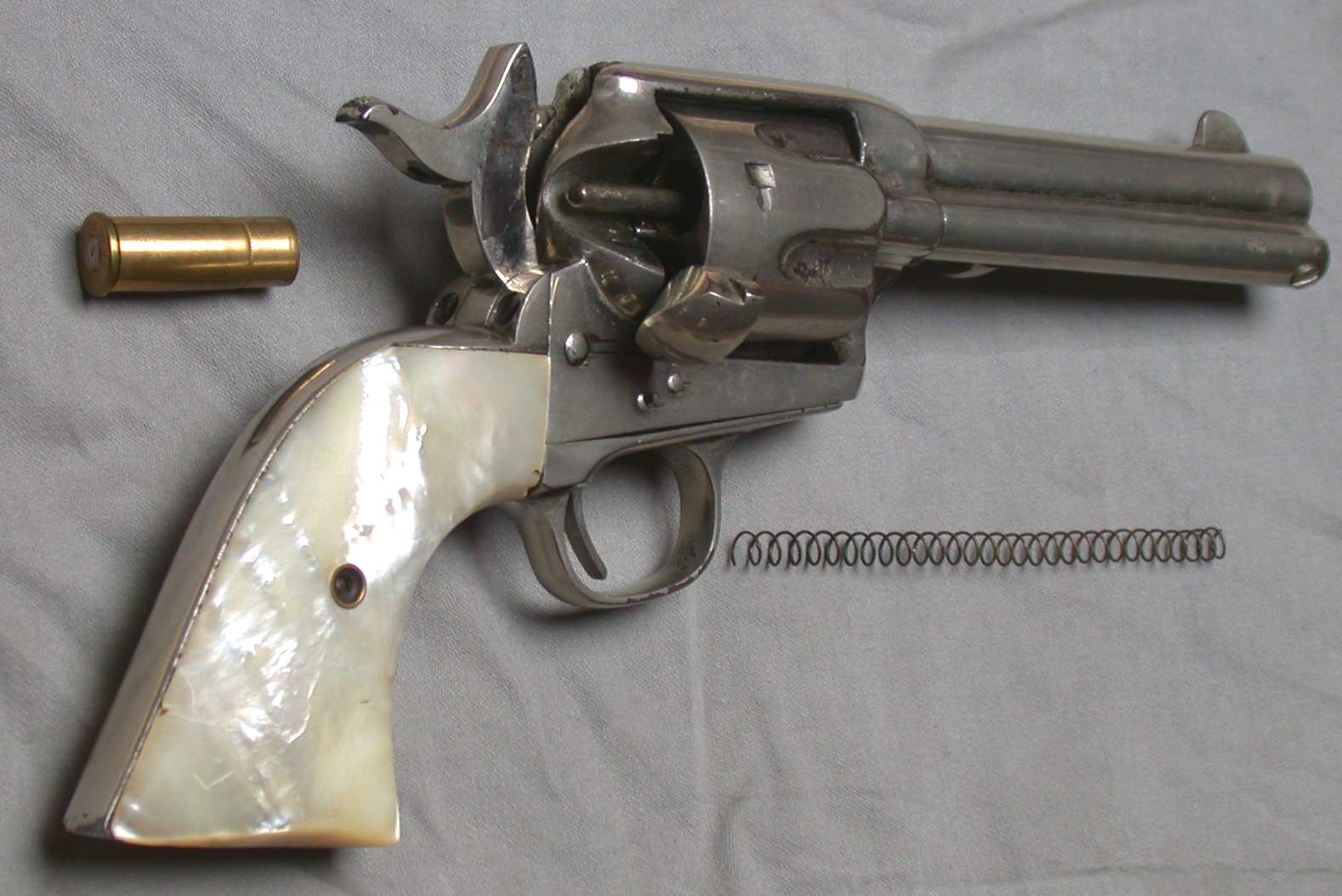
کلت مدل ۱۸۷۳ نمونه‌ای از ششلول

### تک‌تیر و چند لول
این نوع از سلاح‌های دستی در گذشته وجود داشتند ولی هم‌اکنون منسوخ شده‌اند.

### رولور
هفت تیر، شش لول یا رولور دارای استوانه‌ای است که خانه‌هایی برای جای دادن فشنگ دارند و با هر بار شلیک استوانه چرخیده و یکی از فشنگ‌ها آمادهٔ شلیک می‌گردد. این سلاح تک لول است و عنوان شش لول فقط به علت ظرفیت مخزن آن، به این اسلحه داده شده‌است. مانند برونینگ.

### پیستول نیمه‌خودکار
نوعی دیگری از سلاح دستی است که در آن گلوله در یک خشاب جای می‌گیرند و پس از شلیک هر گلوله، پوکه به بیرون پرتاپ و گلوله دیگری آماده شلیک می‌شود مانند کلت. پیستول (تپانچه خشابدار) در دو نوع نیمه خودکار و خودکار وجود دارد.

### ریشه نام‌های متداول برای سلاح دستی
- تپانچه

در اصل به معنی سیلی و ضربه با دست ولی بعدها برای اشاره به سلاح کمری به کار رفته‌است. طپانچه هم نوشته شده.
- کلت

در اصل کلت برای اشاره به سلاح کمری کلت ام۱۹۱۱ از کارخانه کلت آمریکا و بعدها به هر سلاح دستی که کم و بیش شبیه آن (پیستول) باشد، گفته شده‌است.
- شش لول یا هفت تیر

برای اشاره به رولور
- پیشتو یا پیشتاب

هم ریشه با واژه پیستول در زبان‌های اروپایی، به معنای سلاح کمری.
- پارابلوم

نام سلاح دستی آلمانی پارابلوم ۱۹۰۸ که در ورماخت رایج بود و پلیس ایران نیز تعدادی از آن را خریداری کرده بود.
- اسپرینگ‌فیلد

برای اشاره به رولور کالیبر ۰/۳۸ اسمیت و وسون. از نام شهری که کارخانه اسمیت و وسون در آن قرار دارد.
- براونینگ

نام کارخانه سازنده برای اشاره به سلاح دستی نیمه خودکار کالیبر ۹ میلیمتر این کارخانه.
- ده‌تیرو یا موزر

سلاح دستی موزر سی ۹۶ آلمانی که خزانه آن ده فشنگ گنجایش دارد.
- نوغان

نام رولور ساخت کارخانه موزین-ناگان روسیه. ناغان هم گفته شده‌است.
- والتر

نام کارخانه اسلحه‌سازی آلمانی، برای اشاره به سلاح دستی نیمه خودکار ساخت این کارخانه که در جنگ جهانی دوم رایج بود.